# ایستگاه مرکزی آمستردام
ایستگاه مرکزی آمستردام (هلندی: Station Amsterdam Centraal) یک ایستگاه راه‌آهن در آمستردام، هلند است.
این ایستگاه که در سال ۱۸۸۹ افتتاح شده توسط پیر کایپرش معمار هلندی ساخته شده است.

## نگارخانه

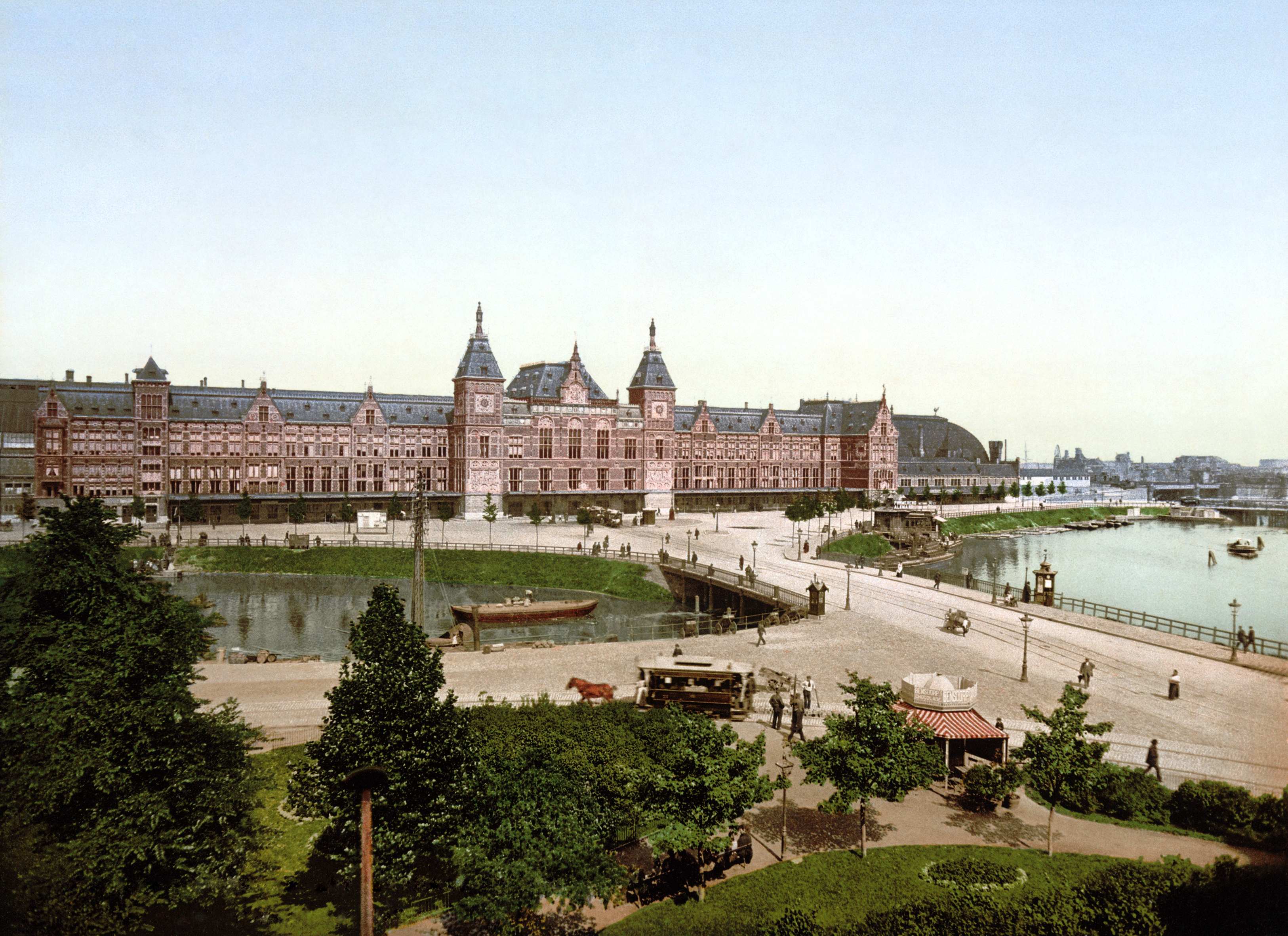
بین سال‌های ۱۸۹۰ تا ۱۹۰۵
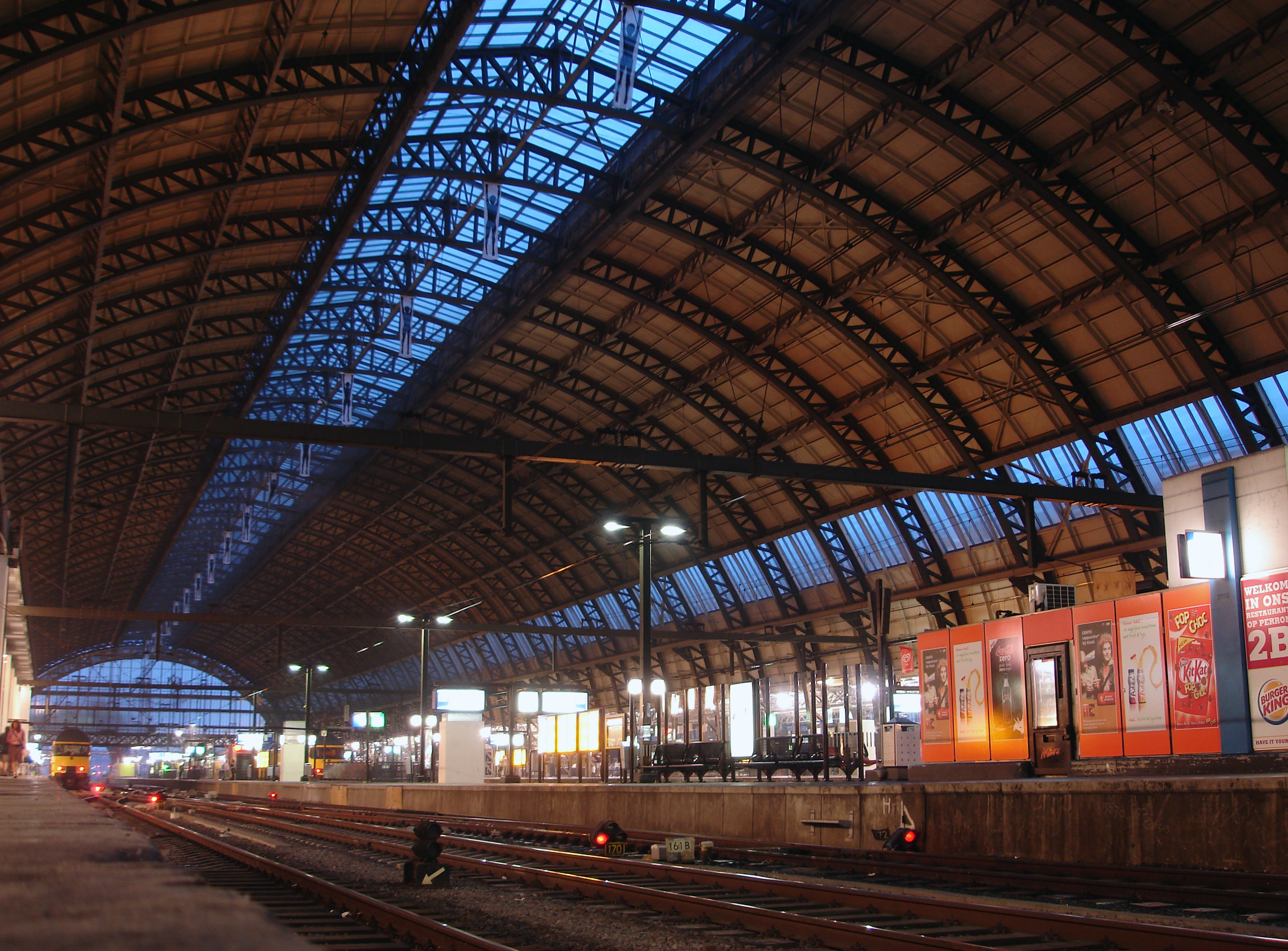
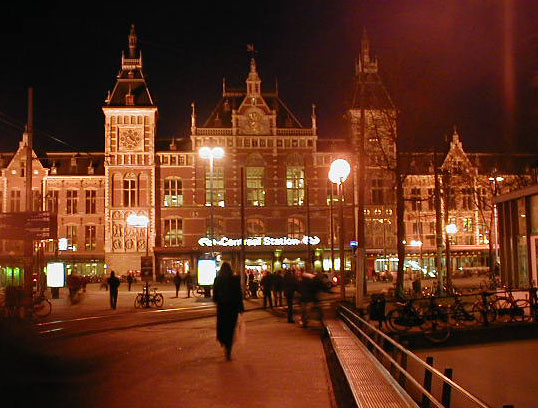
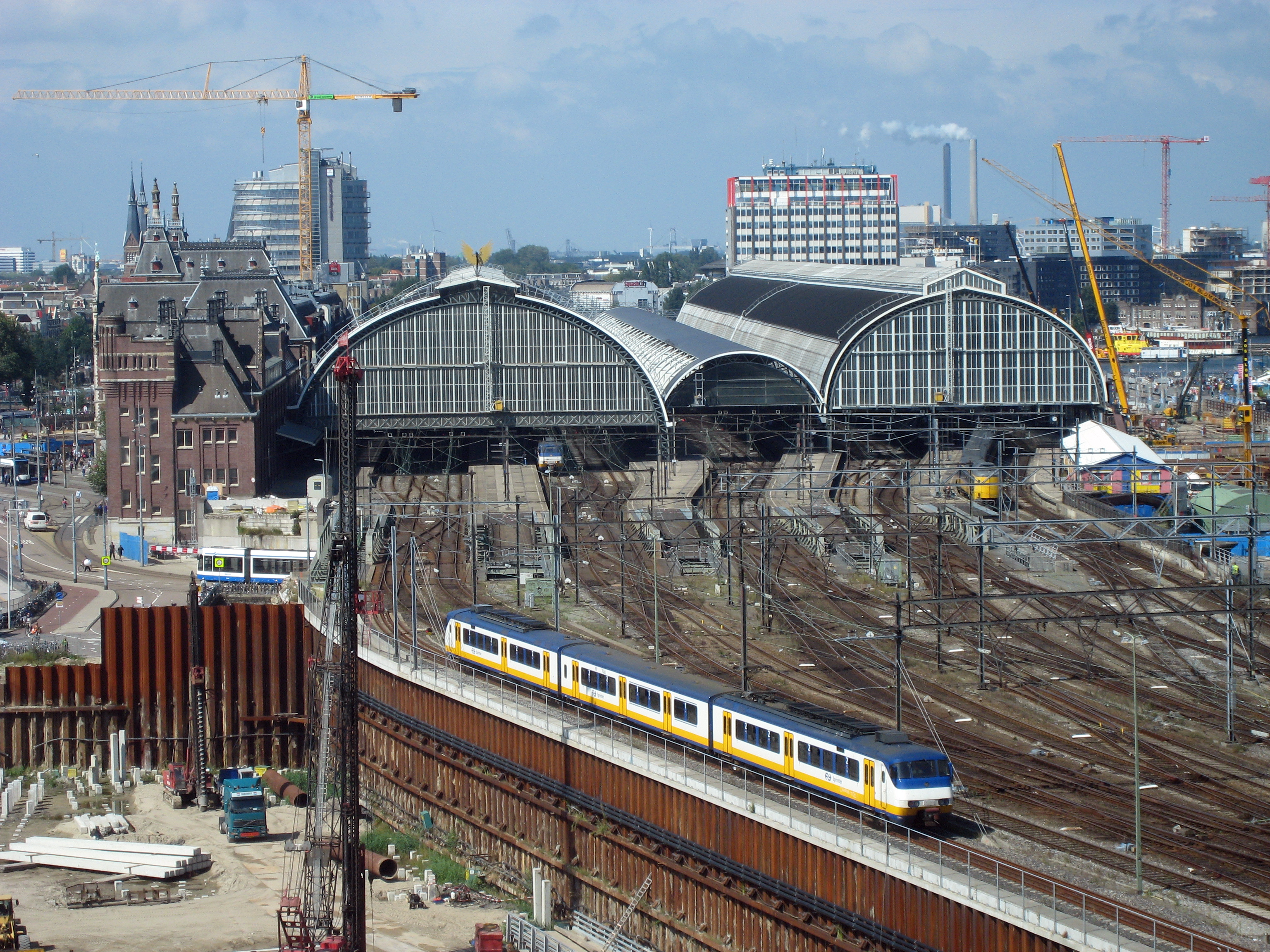
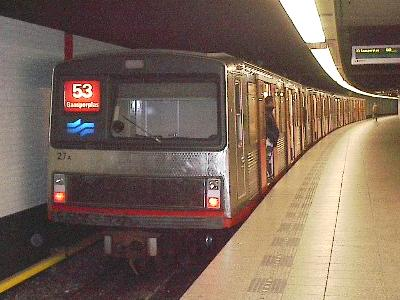
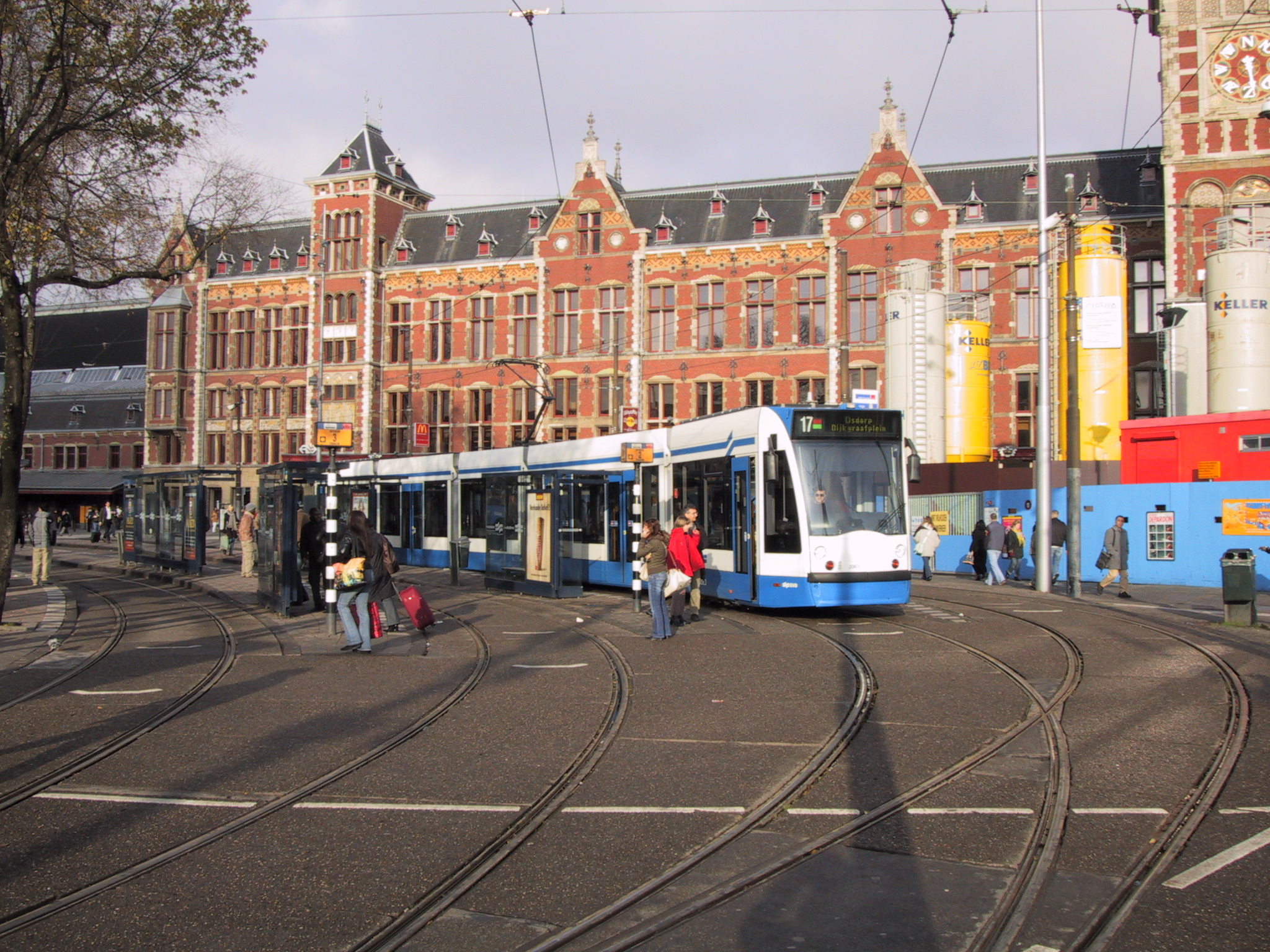